# Karen Barad
Karen Michelle Barad, coneguda com a Karen Barad (EEUU, 29 d'abril de 1956), és una teòrica feminista dels Estats Units. És professora d'estudis feministes, filosofia i història de la consciència de la Universitat de Califòrnia, Santa Cruz. Ha desenvolupat el concepte de realisme agencial.

## Trajectòria
Karen Barad es va doctorar en Física teòrica a la Stony Brook University de Nova York. Les seves àrees d'estudi i interès inclouen els estudis feministes de la ciència, el materialisme, la desconstrucció, el posestructuralismo, posthumanisme, la física, l'epistemologia, l'ontologia, el feminisme, la teoria feminista, la teoria queer, la física, l'epistemologia, l'ontologia, els estudis culturals de la ciència, els Estudis de Ciència, Tecnologia i Gènere.

## Realisme agencial
En el seu llibre Meeting the Universe Halfway: Quàntum Physics and the Entanglement of Matter and Meaning (no traduït al català), Karen Barad desenvolupa en profunditat el seu concepte i proposta teòrica de realisme agencial (Agential Realism). L'obra de l'autora està profundament compromesa amb els Estudis de Ciència, Tecnologia i Gènere, i des d'una nova conceptualització teòrica, així com tot un nou vocabulari, l'autora mira de reprendre qüestions com l'ontologia o d'acostar de nou la naturalesa a la cultura.
Realisme agencial és una proposta per canviar el punt de vista teòric des del representacionalisme a la performativitat per abordar el que l'autora anomena les pràctiques materials-discursives, la seva naturalesa i com aquestes arriben a "importar", a guanyar legitimitat i a convertir-se en pertinents.
Barad pren la qüestió de la performativitat de la filòsofa i feminista Judith Butler, que, al seu torn, va dur més enllà les anàlisis de Michel Foucault sobre la constitució discursiva del subjecte amb aquest concepte. Per a Barad, és en la qüestió de centrar l'atenció en la performativitat on resideix el compromís, ja que és aquí on es posen en evidència les dinàmiques d'exclusió que produeixen les pràctiques regulatòries en la producció de fenòmens. Fenomen, per a Karen Barad i com a reformulació de les aportacions en física quàntica de Bohr, és el que és observat, la qual cosa pot ser presa com a real, però mai com a entitats individuals o impressions mentals, sinó sempre com a agències materials encastades, embullades, en certa manera, com a agència col·lectiva.

Aprofundint en la seva explicació performativa sobre el realisme agencial, Barad explica que aquesta dinàmica performativa de constitució del fenomen i de les exclusions necessàries és produïda mitjançant una intra-activitat (intra-activity) iterativa on l'espai, el temps i la matèria són reconfigurats. 
| « | Intra-acció són fets causals no arbitraris i no determinants a través dels quals la matèria, en el procés-de-esdevenir, és iterativament embolcallada en la seva continuada materialització diferencial; aquesta dinàmica no ve marcada per un paràmetre exterior anomenat temps i tampoc té lloc en un contingut anomenat espai, sinó que les intra-accions iteratives són dinàmiques a través de les quals temporalitat i espacialitat són produïdes i iterativament reconfigurades en la materialització del fenomen i la (re)creació dels límits material-discursius i les seves exclusions constituents. | » |